# Бартолино да Новара
Бартолино да Новара (на италиански: Bartolino (Bertolino) Ploti da Novara, роден в Новара – умира 1406 – 1410 във Ферара) е италиански военен архитект и инженер.
Той е от 1376 г. на служба на фамилията Есте в град Ферара, където 1385 г. построява замък (Кастело Естенсе), който впоследствие става за дълго време резиденция на династия Есте.
През 1395 г. е на служба при Франческо I Гонзага, капитан на Мантуа. През 1402 г. работи за Николо III д’Есте, маркграф на Ферара.
Като военен инженер той работи за Висконтите от Милано и за Медичите от Флоренция.